# Hvannasund
Hvannasund er en færøsk bygd på Viðoy. Hvannasund er sammen med Viðareiði de eneste bygder på Viðoy. Første led i navnet Hvannasund kommer fra plantenavnet kvan, på færøsk hvonn (udtales som kvånn).
Hvannasunds kommuna omfatter Hvannasund, hvorfra kommunen administreres, samt Norðdepil, Norðtoftir, Múli og Depil med 428 indbyggere (2025).
Bygden danner sammen med Norðdepil på Borðoy bebyggelsen på begge sider af Hvannasundi. Siden 1963 har der været vejforbindelse over en dæmning over sundet.
Hvannasund har, som de fleste gamle bygder på Færøerne, udviklet sig fra et bondesamfund til et moderne fiskeri- og industrisamfund. Der er to store havbrug og en fiskefabrik. Havnen i Hvannasundi ejes i fællesskab af Hvannasunds og Viðareiðis kommuner.
Tidligere havde Hvannasund og Norðdepil hver sin skole, men Skúlin á Fossanesi i Norðdepil, som blev opført i 1983 og udvidet i 2009, er nu fællesskole for hele kommunen med undervisning fra 1. til 7. klasse. Undervisningen i ottende, niende og tiende klasser foregår i Klaksvík. Til skolen er også knyttet en fritidsskole, og der er en integreret daginstitution i bygden.
Der er fra Hvannasund daglig forbindelse over sundet Fugloyarfjørður til Svinoy og Fugloy med person og fragtfærgen M/S Ritan. Postbåden Másin sejlede fra 1959 til 2010 på ruten. Den blev i 2010 afløst af den nuværende færge.
Gennem den i september 2016 åbnede Viðareiðistunnilin kan man fra Hvannasund nå Viðareiði uden fare for stenskred.

## Kirken
Hvannasunds kirkja,opført i 1949.Den er bygget af beton og såvel skibet og tagrytterens pyramidetag, er dækket med rødt blik. Indgangen til kirken er i vestenden, der vender ud mod sundet. Kirken har desuden seks vinduer på hver side. En tilbygning på kirkens korgavl, rummer centralvarmeanlægget. I kirkens første år var der over alteret ophængt et kors. Den blev den 12. september 1982 udskiftet med et broderet billede efter Da Vincis "den sidste nadver". Døbefonten er af træ med et messingfad og kirkeklokken er fra 1949. 2016 blev kirkehuset ved siden af kirken indviet.

## Historie
Hvannasund er første gang nævnt skriftlig i jordebogen fra 1584.
1619 strander et skotsk smuglerskib ved Hvannasund og bliver slået til vrag. Ejeren sælger vraget til bygdens fire bønder for 144 kg fjer og 230 par hoser.
1690 pålægger Lagtinget Hvannasundsbeboere at sørge for, at beskeden om grindefangst kommer videre til Svinoy og Fugloy
1702 bjerger en båd fra Hvannasund 7 mænd fra S/S Island af København, der forliste nord for Færøerne
1866 grundlægges Norðdepil af udflytteren Poul Sivar Sivertsen fra Hvannasund.
1893 forårsager et voldsomt regnvejr den 20 juli et fjeldskred ved Hvannasund. Ca. halvdelen af bygdens indmark ødelægges, og mange huse bliver beskadiget eller ødelagt. Indbyggerne når at bringe sig i sikkerhed.
1895 bygges en skole i Norðdepil for 6 bygder med en lærer.
1918 den 23. januar synker en båd fra bygden, fuldt lastet med fisk, og en af de 6 ombordværende omkommer.
1932 indvies bygdens skole indvies. Den nedlægges 1985, efter at der er blevet bygget en ny skole med 7 klasser ved Norðdepil.
1946 den 7. november kæntrer en kastevind en båd fra Hvannasund med 4 mand. 3 af dem omkommer.
1949 indvies den nuværende kirke.
1963 blev Borðoy og Viðoy forbundet med en dæmning.
1967 fik Norðdepil ved bygningen af to tunneler fast vejforbindelse med Klaksvík.
1969 besøger Frederik 9. og dronning Ingrid i juli måned med Kongeskibet Dannebrog Hvannasund
2008 var der den 28. maj 2008 i Hvannasund en tsunami hvor havet steg indtil 3 m over kajmuren. Ingen kom noget til.

## Kendte personer fra Hvannasund
- Havroeren Livar Nysted kommer fra Hvannasund. Han har sat fem verdensrekorder indenfor havroning og har krydset det nordlige og sydlige Atlanterhav og det Det Indiske Ocean i robåd sammen med andre.

## Galleri
| - Hvannasund 1899 - Hvannasund - M/S Ritan |